# 中村生雄
中村 生雄（なかむら　いくお、1946年7月15日 - 2010年7月4日）は、日本の民俗学者・文化学者。専門は、日本思想史・比較宗教学。柳田國男、折口信夫らの民俗学者を中心に日本思想を研究した。

## 来歴・人物
静岡県浜松市出身。京都大学文学部宗教学専攻を卒業後、法政大学大学院日本文学専攻に進み、修士課程を修了した。春秋社の編集者を経て、静岡県立大学国際関係学部助教授となり、同教授に昇格した。1996年7月に大阪大学文学部日本学専攻教授に移る。2005年に学習院大学文学部日本語日本文学科教授となる。在職中の2010年7月、3年近くの闘病の後に白血病のため静岡県駿東郡長泉町の病院で死去。

## 著書

### 単著
- 『カミとヒトの精神史 日本仏教の深層構造』人文書院、1988年
- 『日本の神と王権』法藏館、1994年
- 『折口信夫の戦後天皇論』法藏館、1995年（文庫、2020年）
- 『祭祀と供犠 日本人の自然観・動物観』法藏館、2001年（文庫、2022年）
- 『日本人の宗教と動物観 殺生と肉食』吉川弘文館、2010年
- 『肉食妻帯考 日本仏教の発生』青土社、2011年

### 共編著
- 『こころとことばに東西の接点を求めて』（東郷吉男と共編著）北樹出版、1990年
- 『死の文化誌 心性・習俗・社会』（江川温と共編）昭和堂、2002年
- 『思想の身体 死の巻』春秋社、2006年
- 『狩猟と供犠の文化誌』（三浦佑之・赤坂憲雄と共編）森話社〈叢書・文化学の越境〉、2007年
- 『自然葬と世界の宗教』（安田睦彦と共編）凱風社、2008年
- 『日本文化論キーワード』（遠山淳・佐藤弘夫と共編）有斐閣〈有斐閣双書〉、2009年
- 『人と動物の日本史 4 信仰のなかの動物たち』（三浦佑之と共編）吉川弘文館、2009年

## 論文
- <中村生雄